# 1956 في أستراليا
فيما يلي قوائم الأحداث التي وقعت خلال عام 1956 في أستراليا.

## أحداث
- 22 نوفمبر – الألعاب الأولمبية الصيفية 1956

## سياسة

### انتهاء فترة المنصب
- 24 أكتوبر – هارولد هولت وزير الهجرة وصيانة الحدود الأسترالية [الإنجليزية]‏.

## مواليد

### يناير
- 1 يناير – أندرو ليزني مصوّر سينمائي أسترالي.
- 4 يناير – مات تريبوفيتش
- 28 يناير – تيم فلانري
- 29 يناير – إيان ديفيس لاعب كرة سلة أسترالي.

### مارس
- 19 مارس – كريس أونيل لاعبة كرة مضرب أسترالية.

### أبريل
- 27 أبريل – روب فيليس متسابق دراجات نارية أسترالي.

### مايو
- 2 مايو – دافيد توماس

### يوليو
- 17 يوليو – جولي إيزابيل بيشوب سياسية أسترالية.

### أغسطس
- 10 أغسطس – ديان فرومهولتز لاعبة كرة مضرب أسترالية.

### نوفمبر
- 7 نوفمبر – غوردون ماكليود لاعب كرة سلة أسترالي.
- 9 نوفمبر – ديان إيفرز لاعبة كرة مضرب أسترالية.
- 23 نوفمبر – شين غولد سبّاحة أسترالية.

## وفيات

### نوفمبر
- 11 نوفمبر – إريك بوكلي (مواليد 1876) لاعب كرة مضرب أسترالي.